# Affaire de Bruay-en-Artois
L’affaire de Bruay-en-Artois est une affaire criminelle française non élucidée, très médiatisée dans les années 1970, concernant le meurtre d'une adolescente d'origine modeste, Brigitte Dewèvre, à Bruay-en-Artois (aujourd'hui Bruay-la-Buissière). Après la découverte du corps de la victime le 6 avril 1972, le notaire Pierre Leroy et sa maîtresse Monique Béghin-Mayeur sont inculpés, puis incarcérés. Henri Pascal, le juge d’instruction, déclare ne posséder aucune preuve solide de leur implication dans le meurtre. Des militants de la Gauche prolétarienne, mouvement d'extrême gauche, profitent de l'appartenance des deux personnes mises en cause à la bourgeoisie pour transformer cette affaire en symbole de la lutte des classes dans une région touchée alors par la fermeture des mines de charbon. Les inculpés sont finalement libérés. Par la suite, un camarade de Brigitte Dewèvre s'accuse du meurtre, mais il est acquitté. Le crime est finalement prescrit en 2005.

## Les faits
Le 6 avril 1972 à Bruay-en-Artois, dans un terrain vague qui sépare le quartier bourgeois du coron, des enfants jouant au ballon découvrent le corps sans vie de Brigitte Dewèvre, une fille de mineur âgée de quinze ans et demi. La veille au soir, le 5 avril, elle est partie vers 19 h 30 pour aller dormir chez sa grand-mère et a disparu. Brigitte Dewèvre a été aperçue pour la dernière fois vers 19 h 45, en conversation avec un inconnu vêtu d'un pull à col roulé. Elle a été étranglée avec un lien souple, vraisemblablement un foulard, déshabillée en partie, et déposée dans un terrain vague à proximité d'une haie d'aubépines qui sépare ce terrain de la propriété de Monique Béghin-Mayeur (fille du plus gros marchand de meubles de Bruay-en-Artois et qui est en instance de divorce). La victime a été frappée violemment derrière la tête et mutilée avec un objet tranchant (de type hachette ou serpette) mais non violée. Ses jambes étaient dissimulées sous un vieux pneu.

## Les enquêtes judiciaires et le déchaînement médiatique

### Instruction du juge Pascal (avril-juillet 1972)
Henri Pascal, premier juge d'instruction au tribunal de grande instance de Béthune, hérite du dossier. Il deviendra le premier juge d'instruction connu par son nom. Surnommé « le petit juge », cet ancien avocat d'origine modeste, juge suppléant, puis juge d'instruction, est un des premiers adhérents du Syndicat de la magistrature. 
Les témoins font état de la présence d'une Peugeot 504 mal garée à proximité du lieu du meurtre. Son propriétaire est rapidement identifié, il s'agit du notaire Pierre Leroy qui a son étude non loin : membre du Rotary Club et habitué des transactions immobilières, la rumeur en fait rapidement un coupable idéal car elle condamne par avance cet homme qui n'est pas marié et fréquente les bordels de Lille. Il est inculpé le 13 avril, après une semaine d'enquête, pour homicide volontaire et incarcéré. Le juge invoque « un faisceau de présomptions graves et concordantes », qui naissent selon lui des explications évasives de l'intéressé quant à son alibi et de sa présence près des lieux du crime au moment des faits. Au fil des interrogatoires, Pierre Leroy a présenté cinq versions différentes pour ne pas impliquer sa maîtresse Monique Béghin-Mayeur, rendant son emploi du temps trop flou. Une première reconstitution sur les lieux du crime, le 27 avril 1972, voit la foule conspuer le notaire déjà condamné par la rumeur publique locale. 
L'inculpé nie avec constance et, malgré un examen minutieux de tous les éléments pouvant l'incriminer, le juge Pascal ne parvient pas à trouver de preuve, si bien que le 30 juin les avocats de la défense déposent une requête en suspicion légitime à son encontre. Le 12 juillet, le juge procède à une seconde reconstitution avec l'ensemble des témoins qui ne reconnaissent pas officiellement les accusés. Le lendemain, il inculpe et fait incarcérer Monique Béghin-Mayeur, car elle aussi, lors de ses interrogatoires, donne des versions contradictoires de son emploi du temps et a un alibi que le juge considère comme douteux. La cour d'appel d'Amiens désavoue le juge et fait relâcher Pierre Leroy le 18 juillet 1972 après plus de trois mois d'incarcération.
Durant toutes ces semaines, le juge Pascal, qui est opposé au secret de l'instruction, alimente la presse par de nombreuses déclarations. Il entend « faire connaître ses idées sur la justice » et laisse notamment filmer l'arrestation du notaire. Selon les nouvelles théories du Syndicat de la magistrature, Henri Pascal tente de faire de son instruction un modèle de transparence, clamant, lors de nombreuses déclarations à la presse, son opposition au secret de l'instruction et militant pour une « justice à ciel ouvert ».

### Réactions de la presse maoïste
Le juge est alors sous la pression de la presse maoïste d'extrême gauche qui croit trouver dans cette région prolétarisée un terrain propice à la continuation de la lutte révolutionnaire. Parmi les militants de la Gauche prolétarienne établis dans le Nord après la dissolution en 1970 du mouvement maoïste se trouve Serge July qui répondait alors au pseudonyme de Marc. François Ewald et Serge July dirigent les opérations sur place et créent un Comité pour la Vérité et la Justice qui démarche les parents et les proches de la famille Dewèvre et organise une occupation militante du terrain vague où a été découverte la victime. Le Comité est présidé par Joseph Tournel, militant maoïste et ancien mineur connu de tous dans la région. Habitué des colonnes du journal maoïste La Cause du peuple, il y incarne le point de vue prolétarien, aux côtés de figures intellectuelles telles que Jean-Paul Sartre ou Maurice Clavel.  Le 1er mai 1972, La Cause du peuple titre : « Et maintenant, ils massacrent nos enfants », accompagné du sous-titre, « il n'y a qu'un bourgeois pour avoir fait ça ! ». Ils dénoncent une « justice de classe » et demandent la tête du notaire,. La GP est alors menée par des intellectuels comme le normalien André Glucksmann et soutenue par Jean-Paul Sartre. Mais après le numéro du 1er mai 1972 de La Cause du peuple, Sartre leur reproche son contenu et l'appel au lynchage. Plus tard, le romancier Morgan Sportès rappellera la responsabilité, au même moment, de la GP dans la mort de Pierre Overney, dans Ils ont tué Pierre Overney. 
Le 20 juillet, sur décision de la Cour de cassation, les avocats de Pierre Leroy obtiennent le dessaisissement du juge Pascal. Cette décision suscite la colère de nombreux habitants de Bruay et des groupes d'extrême-gauche. Le Comité pour la Vérité et la Justice, qui milite contre le dessaisissement du juge Pascal et contre la libération de Pierre Leroy, considère Pierre Leroy comme coupable et dénonce une protection dont l'inculpé bénéficierait du fait de son statut social élevé.

### Instruction du juge Sablayrolles (1972-1975)
La Cour de cassation confie le dossier au juge parisien Jean Sablayrolles, qui reprend l'instruction depuis le début et fait libérer Monique Mayeur le 31 juillet 1972. 
Le 18 avril 1973, plus d'un an après les faits, Jean-Pierre Flahaut, âgé de 17 ans, orphelin perturbé et ancien camarade de Brigitte Dewèvre, avoue aux enquêteurs être l'auteur du meurtre. Jean-Pierre Flahaut avait été l'un des premiers suspects, rapidement écarté par le juge Pascal. Témoin important, le jeune homme était présent aux reconstitutions, aux manifestations du Comité pour la Vérité et la Justice, se tenait souvent à proximité du juge Pascal dans ses déplacements et tirait une certaine fierté de son exposition médiatique. Il affirme au juge Sablayrolles ne pas connaître particulièrement la victime mais une amie de Brigitte Dewèvre témoigne l'avoir vu avec celle-ci à la ducasse de Bruay le 3 avril 1972. Jean-Pierre Flahaut livre des aveux circonstanciés : il avait donné rendez-vous à la victime rue de Ranchicourt, a chahuté avec elle, l'a poussée et fait tomber à la renverse. Blessée à la tête, Brigitte Dewèvre a fait de vifs reproches à Jean-Pierre. Pris de colère, ce dernier l'a étranglée avant de traîner son corps à l'entrée du terrain vague voisin. A l'aide d'une brouette à charbon trouvée à proximité dans un jardin de coron, il transporte le corps au fond du terrain vague, près de la propriété de Monique Beghin-Mayeur. Il a alors l'idée de maquiller le meurtre en crime sadique. Il déshabille le corps et revient chez son frère prendre une hache pour mutiler la victime. Pendant le transport du corps, il affirme avoir récupéré les lunettes de Dewèvre tombées au sol et les avoir cachées au domicile de son frère. Les enquêteurs les retrouvent bien à son domicile, dissimulées dans la doublure d'un fauteuil. Elles avaient échappé à la police lors d'une perquisition ordonnée par le juge Pascal. Le père et l'opticien de la victime confirment qu'il s'agit des lunettes de Brigitte Dewèvre . 
Le 30 octobre 1974, la justice prononce une ordonnance de non-lieu en faveur des époux Leroy (Monique Mayeur a épousé Pierre Leroy entre-temps).

### Procès de Jean-Pierre Flahaut (1975-1976)
Le Comité pour la Vérité et la Justice, arguant qu'un fils de mineur ne peut tuer une fille de mineur, milite pour la libération de Jean-Pierre Flahaut. Celui-ci revient partiellement sur ses aveux. Il est jugé à huis clos devant le tribunal pour enfants de Paris et acquitté au bénéfice du doute le 15 juillet 1975. Après un appel du parquet, le jugement est confirmé par la cour d'appel de Paris le 25 février 1976.
Le meurtre de Brigitte Dewèvre n'a donné lieu à aucune condamnation pénale. La famille Dewèvre n'a jamais accepté l'innocence du notaire Pierre Leroy et a demandé expressément à Georges Kiejman, avocat de la partie civile, de plaider l'acquittement de Jean-Pierre Flahaut lors de son procès. Malgré les aveux de ce dernier, l'avocat a donc plaidé l'insuffisance des preuves matérielles et le doute sur la culpabilité en mettant en avant l'existence possible d'un pervers sexuel ayant tué plusieurs jeunes femmes dans la région. Cas sans doute unique dans les annales de la justice, la conviction aveugle des parents de la victime, portée par la politisation de l'affaire, aboutit ainsi à innocenter ce suspect auto-proclamé. L'affaire est classée sans suite en 1981 et le crime prescrit en 2005.

## Conséquences de l'affaire

### Les médias
Ce fait divers représente une des grandes affaires où la presse écrite est le média dominant. Localement, le contexte est à la concurrence et la surenchère entre le journal socialiste Nord Matin et le numéro un régional La Voix du Nord. La presse nationale s'intéresse à l'affaire à partir du 13 avril 1972, quand le notaire Pierre Leroy est mis en cause. Des journaux comme France-Soir et des magazines comme Le Nouveau Détective suivront les moindres soubresauts d'une enquête qui a du mal à avancer.
La presse s'efforce par tous les moyens d'extorquer des déclarations aux témoins. Au sortir des auditions, ces derniers sont poursuivis dans la rue par des groupes de journalistes qui leur demandent de réagir à des déclarations qu'ils savent pertinemment déformées ou fausses. Ce procédé sera systématisé par une partie du corps de presse suivant l'affaire Grégory.
L'affaire de Bruay voit aussi une tentative de faire connaître un média alternatif, J'accuse, qui se veut acquis à la cause ouvrière. Serge July couvre cette affaire comme journaliste de La Cause du peuple et c'est en filiation directe de La Cause du peuple que le journal Libération va renaître de ses cendres. Cette affaire montre comment les maoïstes de la Gauche prolétarienne se sont emparés d'un fait divers pour alimenter leur nouveau journal et en faire une cause politique de justice de classe.
Le média qui monte à l'époque est la télévision, qui met en place pour la première fois des antennes mobiles permettant aux reporters de réaliser des entretiens en direct.

### Le fonctionnement de la justice
Le combat d'Henri Pascal pour une instruction débarrassée de l'obligation du secret échoue largement. Le juge Pascal est une première fois désavoué le 20 juillet 1972 quand le dossier est dépaysé, et une deuxième fois le 22 octobre 1975 quand il est inculpé pour violation du secret de l'instruction, violant ainsi l'article 11 du code de procédure pénale. Il dénonce alors une situation qui lui paraît absurde : « Les inculpés ont le droit de parler, les témoins ont le droit de parler, les parties civiles, le parquet a le droit de parler et publier des communiqués, il a le droit de le faire. La presse peut se déchaîner dans un sens ou dans un autre. Mais si le juge d'instruction parle pour rétablir la vérité maltraitée par certains, eh bien ce juge d'instruction est inculpé. »
Le dénouement de l'affaire de Bruay donne des arguments aux partisans du secret, lesquels estiment que Pierre Leroy, qui a bénéficié finalement d'un non-lieu, a été exagérément exposé à la vindicte populaire. L'affaire Grégory, autre affaire très médiatisée d'homicide, non élucidée elle aussi, et dans laquelle le juge d'instruction Jean-Michel Lambert s'est imprudemment ouvert à la presse sans obtenir de résultat probant dans son enquête, incitera elle aussi les juges d'instruction à se taire. Après ces deux affaires emblématiques, leur pratique professionnelle normale, la mieux acceptée, sera de refuser toute déclaration à la presse pendant le temps de l'instruction.

### Analyses
En 2017 et 2018, Daniel Bourdon, policier à la retraite, publie deux livres, l'auteur prétendant dans le dernier avoir identifié l'assassin, un gardien de nuit qui se serait évaporé dans la nature après l'arrestation de Jean-Pierre Flahaut et qui ne peut pas être poursuivi en raison de la prescription,.

## Filmographie
- Le Dossier érotique d'un notaire (1972) de Jean-Marie Pallardy avec Jean-Marie Pallardy, Angela Hensen, Alice Arno, Evelyne Scott. Librement inspiré du fait-divers.
- La Femme flic (1980) d'Yves Boisset avec Miou-Miou, traite d'un sujet proche, dans un décor semblable : une policière qui enquête sur un réseau de prostitution de mineures se heurte à l'establishment d'une petite ville du Pas-de-Calais, et finit par échouer en raison de l'obstruction de la bourgeoisie locale.
- Garde à vue (1981) de Claude Miller, avec Lino Ventura, Michel Serrault et Romy Schneider a rappelé à la critique et au grand public l’affaire de Bruay-en-Artois. Le scénario de Claude Miller et Jean Herman (récompensé d'un César en 1982) est une adaptation d'un roman de John Wainwright, Brainwash (traduit en français par À table !).
- L’Affaire de Bruay-en-Artois (2008) téléfilm de Charlotte Brandström avec Bernard Le Coq, Tchéky Karyo et Agathe de La Boulaye. Le scénario reprend la thèse de la culpabilité du notaire Pierre Leroy en privilégiant l'affrontement personnel entre le juge et le notaire. Il donne l'avantage aux rumeurs locales amplifiées par la presse maoïste de l'époque, à savoir que Pierre Leroy aurait bénéficié de protections locales voire gouvernementales, que le juge Sablayrolles aurait été choisi pour sa docilité à l'égard de sa hiérarchie, qu'il aurait existé un réseau de notables locaux impliqués dans plusieurs autres meurtres non résolus et que l'Etat aurait cherché à étouffer ces affaires afin de couper court à l'agitation sociale.

### Documentaires télévisés
- Épisode Bruay-en-Artois, le notaire et le petit juge, premier épisode de la 17e saison de la série Faites entrer l'accusé, d'une durée de 91 minutes et 33 secondes. Réalisation de Bernard Faroux. Diffusé pour la première fois le 5 mars 2017 sur la chaîne France 2. Autres crédits : Frédérique Lantieri, Christian Gerin, Dominique Rizet, Jean-Marie Leau.
- « L'affaire Brigitte Dewèvre / Bruay en Artois » les 8 mai 2021, 23 octobre 2021 dans Au bout de l'enquête, la fin du crime parfait ? présenté par Marie Drucker sur France 2 (en  deux parties de 49 et 48 min).

### Émissions radiophoniques
- Fabrice Drouelle, « Le mystère de Bruay en Artois : la mort de Brigitte Dewèvre », émission de 53 min [], sur France Inter, Affaires sensibles, 20 janvier 2016 (consulté le 10 mai 2021).
- L'heure du crime de Jacques Pradel sur RTL le 25 janvier 2017 avec Daniel Bourdon.
- Jacques Pradel, « L’affaire de Bruay-en-Artois : contre-enquête », émission de 44 min [], sur RTL, L'heure du crime, 29 mars 2018 (consulté le 10 mai 2021) avec Daniel Bourdon.
- Jacques Pradel, « Meurtre de Brigitte Dewèvre : un crime parfait, jamais élucidé », émission de 45 min [], sur RTL, L'heure du crime, 29 août 2019 (consulté le 10 mai 2021) avec Bernard Hautecloque.
- Jean-Alphonse Richard, « L'affaire de Bruay-en-Artois : le petit juge et le notaire », émission 38 min [], sur RTL, L'Heure du crime, 17 novembre 2021 (consulté le 28 novembre 2023) avec Daniel Bourdon et Pascal Cauchy.